# Васил Кириенка
Васил Кириенка (на беларуски: Васіль Васілевіч Кірыенка, роден на 28 юни 1981 г. в Речица, Беларуска ССР, СССР) е беларуски професионален колоездач.
От 2013 година се състезава за британския професионален отбор Team Sky от UCI WorldTeam на Международния колоездачен съюз (UCI).

## Колоездачна кариера
През 2002 година Кириенка печели за първи път националното първенство на Беларус в дисциплината – индивидуално бягане по часовник (ИБЧ). В началото на своята кариера, беларусинът се фокусира главно в състезания по пистово колоездене. през 2008 година той печели състезанието по точки на Световното първенство по пистово колоездене, организирано от „Международния колоездачен съюз (UCI)“.
Малко по-късно през сезона, Кириенка печели първият си етап в състезание от „Гранд тур“. Победата му идва в етап 19 по време на Обиколката на Италия. Това е един от планинските етапи. След като прекарва повече от щест часа и половина на колелото, Кириенка атакува групата от бегачи, наброяваща 6 колоездачи и завършва самостоятелно с преднина над четири минути. През сезон 2007 и 2008, Кириенка се състезава за италианския отбор Tinkoff Credit Systems, финансиран от русия бизнесмен Олег Тинков. В края на сезон 2008 отбора се разпада, а на негово място се формира отбора на Катюша. Кириенка обаче подписва с испанския Кез д'Епан (Мовистар).
По време на десетия етап от Тур дьо Франс 2010, Кириенка се откъсва заедно със Серхио Паулиньо на 14 km преди финала в Гап. В крайна сметка бива победен в спринта с много малка разлика и завършва на втора позиция.
На 23 май 2011 по време на Обиколката на Италия съотборникът на Кириенка, Хавиер Тондо умира в нелеп инцидент, точно преди провеждането на отборната тренировка. Официалната версия е че испанският колоездач е затиснат между автомобила си и спускащата се автоматична гаражна врата, която го премазва. Отборът се събира на съвещание и предлагат на състезателите да се оттеглят от състезанието, но колоездачите са категорични, че искат да продължат, за да се опитат да постигнат етапен успех в памет на съотборника си. По време на последния планински етап (20-и), Кириенка прави много силно каране. Беларусинът предприема самостоятелна атака и изпреварва откъсналата се група по време на легендарното изкачване Colle delle Finestre. До края на етапа педалира самостоятелно, а пресичайки финалната линия вдига ръце, сочейки към небето с което посвещава победата на Хавиер Тондо.
Септември 2012 година, Кириенка печели бронзов медал в дисциплината по индивидуално бягане по часовник на Световното първенство по шосейно колоездене.
В края на сезон 2012, Кириенка напуска отбора на Мовистар, за да подпише договор с отбора на Скай (Team Sky).
През 2013 година, Кириенка печели първия си етап във Вуелта. Победата му идва в 18-и етап. Кириенка прави самостоятелна атака на 40 km преди финала и успява до самия край да държи под контрол, гонещите го Крис Анкер Сьоренсен и Адам Хансен.
Май 2015 година, Кириенка постига третата си етапна победа в Обиколката на Италия. Беларусинът печели етапът в индивидуалното бягане по часовник, преминавайки трасето, дълго 59.4 km за 1 час 17 мин и 52 секунди.
Юни месец същата година печели индивидуалното бягане по часовник по време на състезанието „Европейски игри“, проведено в Баку, Азербайджан. Считания за фаворит Кириенка оправдава очакванията и преминава трасето от 51.6 км за 59 мин и 36 сек, което е с повече от минута по-бързо от завършилия на второ място Стеф Клемент.
През 2015 година, Кириенка печелеи за първи път в кариерата си индивидуалното бягане по часовник на Световното първенство по шосейно колоездене, проведено в Ричмънд, Вирджиния. Беларуският колоездач, преминава дългото 53.5 km трасе за 1 час 2 мин и 20 сек, побеждавайки времето на италианеца Адриано Малори с 9 секунди.
През 2016 година на Световното първенство по шосейно колоездене, проведено в Доха, Катар, Кириенка се надява да защити титлата си в индивидуалното бягане по часовник. Времето, което поставя германеца Тони Мартин обаче е непосилно за беларусина, който трябва да се задоволи със среброто.

## Значими успехи
| 2002 1-ви Беларуско национално първенство по ИБЧ 2003 Световна купа пистово колоездене 1-ви Индивидуално преследване (Агуаскалиентес) 3-ти Отборно преследване (Агуаскалиентес) Европейско първенство по пистово колоездене за юноши 3-ти Индивидуално преследване 3-ти Отборно преследване 2004 3-ти Индивидуално преследване (Агуаскалиентес), Световна купа пистово колоездене 6-и Крайно класиране Обиколка на Турция 2005 1-ви Беларуско национално първенство по ИБЧ 1-ви Точково състезание (Манчестър), Световна купа пистово колоездене 1-ви Coppa della Pace 1-ви Обиколка на Касетино 1-ви Coppa Comune Castelfranco di Sopra 1-ви Етап 3 Обиколка на Тоскана до 23 г. 1-ви Coppa Mobilio Ponsacco – Cronometro 2006 1-ви Беларуско национално първенство по ИБЧ Световна купа пистово колоездене 1-ви Скреч (Сидни) 2-ри Точково състезание (Москва) 3-ти Точково състезание (Сидни) 2-ри Крайно класиране в „Скандинавската седмица“ 1-ви Етап 3 2-ри Скандинейвиън Опън 3-ти Точково състезание, Световно първенство по пистово колоездене 3-ти Гран-при Рига 4-ти Гран-при Талин-Тарту 4-ти Szlakiem Walk Majora Hubala 5-и Крайно класиране Петте пръстена на Москва 8-и Крайно класиране Course de la Solidarité Olympique 1-ви Етап 6 2007 1-ви Етап 3 Ster Elektrotoer 1-ви Етап 5 Обиколка на Бургос 2-ри Крайно класиране Étoile de Bessèges 2-ри ОБЧ Айндховен 7-и Крайно класиране Тирено-Адриатико 8-и Крайно класиране Обиколка на Австрия 9-и Tour du Haut Var 9-и Гран-при Фурмие | 2008 1-ви Точково състезание, Световно първенство по пистово колоездене 1-ви Етап 19 Обиколка на Италия 1-ви Етап 1 ОБЧ Settimana Ciclistica Lombarda 2-ри Крайно класиране Ster Elektrotoer 2-ри GP di Camaiore 7-и Крайно класиране Обиколка на Мурсия 2011 1-ви Крайно класиране Route du Sud 1-ви Етап 20 Обиколка на Италия 2-ри Крайно класиране Критериум Интернасионал 1-ви Победа по точки 9-и Крайно класиране Обиколка на Мурсия 10-и Крайно класиране Обиколка на Баския 1-ви Етап 2 2012 3-ти ИБЧ, Световно първенство по шосейно колоездене 6-и Крайно класиране Критериум Дофине 2013 1-ви Етап 18 Обиколка на Испания Световно първенство по шосейно колоездене 3-ти ОБЧ 4-ти ИБЧ 2014 1-ви Етап 1b ОБЧ, Settimana Internazionale di Coppi e Bartali 3-ти Крайно класиране Bayern-Rundfahrt 4-ти ИБЧ, Световно първенство по шосейно колоездене Най-агресивен колоездач в етап 11, Обиколка на Испания 2015 1-ви ИБЧ, Световно първенство по шосейно колоездене 1-ви Беларуско национално първенство по ИБЧ 1-ви ИБЧ, Европейски игри 1-ви Етап 14 ИБЧ, Обиколка на Италия 1-ви Chrono des Nations 2016 1-ви Chrono des Nations Световно първенство по шосейно колоездене 2-ри ИБЧ 4-ти ОБЧ 2017 6-и Гран-при Мигел Индурайн |

ИБЧ = индивидуално бягане по часовник; ОБЧ = отборно бягане по часовник

### Класиране в състезанията от „Гранд Тур“
| Гранд Тур     | 2008 | 2009 | 2010 | 2011 | 2012 | 2013 | 2014 | 2015 | 2016 |
| ------------- | ---- | ---- | ---- | ---- | ---- | ---- | ---- | ---- | ---- |
| Джиро         | 35   | 73   | 37   | 25   | —    | —    | —    | 84   | —    |
| Тур дьо Франс | —    | —    | 60   | НФ   | 77   | НФ   | 86   | —    | 103  |
| Вуелта        | 34   | 16   | —    | —    | —    | 73   | 110  | 83   | —    |

НФ = не финишира; – = не участва